# Ерлан (гора)
Ерланшань (кит.: 二郎山, піньінь: Èrláng Shān) — гора в китайській провінції Сичуань. Як національний парк входить до резерватів великої панди, які занесені до Світової спадщини ЮНЕСКО.

## Опис
Загальна площа 1600 км². Найвищий пик становить 3437 м над рівнем моря. Розташовано між річками Ціньї та Даду, неподалік від міст Тяньцюань та Яань, на відстані 172 км від м. Ченду провінції Сичуань, на шляху до Гарцзе-Тибетської автономної префектури. Складається з декількох піків, найвищим є пік Шаньцін.
Клімат переважно субтропічний помірний. Багато невеличких струмків і гірських річок. На висоті часто трапляються зсуви, обвали, зумовлені дощами, туманами та снігом, на які припадає 3/4 року.
Ліс, зазвичай первісний, охоплює 96 % площі. Тут ростуть бамбукові, широколистяні, Хвойні (соснові) та змішані ліси. Серед рослин є рідкісні види, зокрема представники роду Davidia, азалії, рододендрони. Тут водяться тварини і птахи, що перебувають під захистом держави, зокрема велика панда (близько 25—27 особин), антилопа гну, олені, такін, чорна ластівка, китайський монал.
Цікава також археологічними знахідками, зокрема викопних черепах та крокодилів.

## Історія
За дослідженнями геологів, процес формування розпочався 100 тис. років тому. У давнину через гору проходив шлях торгівців сіллю й чаєм з Китаю до Тибету й назворот. Місцеві народності поблизу гори завжди вирощували чай. У Середньовіччя гора стала обійстям даоських ченців. Водночас надихала на творчість поетів, художників. З часів династії Мін у травні на горі влаштовується пісенний фестиваль: пісні виконуються у стилі «хуаерхуей».
У 1930-х роках тут знаходилася одна з баз Червоної армії. У 1950-х роках була відомою в КНР пісня «Гора Ерлан», присвячена комуністичним воякам. Для нормального переходу з решти Сичуані до Гарцзе-Тибетської автономної префектури в 1996 році прокладено тунель завдовжки 4176 м (витрачено 470 млн юанів). Завдяки цьому час перетину гори скоротився до 3 годин. Це також сприяло захисту тварин у середній та верхній частині гори.
У 2000 році рішенням державної ради КНР засновано національний парк. Керує парком бюро з будівництва, охорони навколишнього середовища і подорожей округу Тяньцюань. З загальної кількості площі гори до меж парку входить 1260 км². У 2006 році разом з іншими парками та заповідниками великої панди національний парк «Ерланшань» увійшов до переліку Світової спадщини в Китаї. Натепер також розвивається гірськолижний туризм.